# Clastobryum spiculiferum
Clastobryum spiculiferum là một loài Rêu trong họ Sematophyllaceae. Loài này được (Dixon) B.C. Tan, Z. Iwats. & D.H. Norris mô tả khoa học đầu tiên năm 1992.